# Windows Image Acquisition
Windows Image Acquisition (WIA, іноді називають Windows Imaging Architecture) або «Служба завантаження зображень Windows (WIA)» — це модель драйверів від компанії Майкрософт, а також інтерфейс програмування додатків (API) для Windows ME і пізніших операційних систем сімейства Windows. Дана модель дозволяє графічним програмам взаємодіяти з таким обладнанням  як сканери, цифрові фотоапарати і відеокамери. Вперше програма була представлена в 2000 році як частина Windows ME і продовжує залишатись стандартною моделлю пристроїв обробки зображень і API в наступних версіях Windows. Реалізована в Windows XP і наступних ОС Windows у вигляді служби на вимогу.

## Огляд
WIA значно розширює підтримку пристроїв формування нерухомих цифрових зображень в порівнянні з Still Image Architecture (STI) в Windows 98. У той час, як STI надає тільки низькорівневий інтерфейс для найпростішої передачі даних пристрою і з пристрою (а також виклику процесу сканування на комп'ютері під керуванням Windows з зовнішнього пристрою), WIA забезпечує фреймворк, за допомогою якого пристрій може представити свої унікальні можливості операційній системі. І так додатки можуть використовувати представлені можливості. Згідно Microsoft, WIA складається з компонента призначеного для користувача інтерфейсу (UI) і компонента ядра драйвера, завантажених в два різних простори процесів: UI - в простір додатків, а ядро драйвера - в простір служб WIA.

## Додаткова інформація
У 2002, компанія Майкрософт представила засіб, який забезпечує доступ до функцій WIA за допомогою мов програмування та середовищ для написання сценаріїв, які підтримують OLE-автоматизацію.
У Windows XP, WIA виконується в контексті  'LocalSystem' . Через проблеми з безпекою під час запуску служби в LocalSystem (драйвер що містить помилки, або зловмисники при цьому можуть отримати необмежений доступ до системи) в Windows Server 2003 і Windows Vista сервіс WIA працюватиме в контексті  'LocalService  ', що може привести до проблем з сумісністю при використанні драйвера, призначеного для Windows XP. Корпорація Майкрософт опублікувала в 2003 році документ з роз'ясненнями розробникам WIA-драйверів, яким чином розробляти драйвери в контексті низького рівня безпеки, в якому працює служба WIA.
Windows Vista має вбудовані бібліотеки автоматизації WIA. Крім того, WIA підтримує технологію, що дозволяє ініціалізували проходи сканування і налаштування параметрів сканування прямо з контрольної панелі сканера, а також сканування множинних зображень (сканування за один прохід кількох зображень зі збереженням їх у окремі файли). Однак, підтримка відео з WIA для Windows Vista була видалена. Компанія Майкрософт рекомендує використовувати новий інтерфейс - Windows Portable Devices (WPD) API .

## Відомі додатки, що використовують WIA
- Photoshop
- Paint.NET
- ACDSee
- Майстер сканерів і камер у Windows